# Wilaya
Wilaya, (meervoud: Wilãyat; Arabisch: ولاية) afgeleid van wilã, is een Arabische term en betekent macht, autoriteit of een soort van recht.
Vilayet, eyalet, beglerbegilik of pasjaluk waren benamingen voor een provincie binnen het Ottomaanse Rijk.

## Politieke entiteit
Wilaya is de Arabische naam voor provincies, gebieden of districten in een aantal landen in Afrika en Azië. Dit systeem geldt in Algerije, Marokko, Soedan, Oman, Afghanistan, Tadzjikistan, Oezbekistan, Turkmenistan, Indonesië en Maleisië.
In sommige talen heet het woord anders:
- Oezbeeks: viloyat (viloyatlar)
- Perzisch: velayat
- Tadzjieks: viloyat (viloyatho)
- Turkmeens: welayat (welayatlar)

Elke wilaya wordt bestuurd door een wāli (gouverneur) die wordt aangesteld door de regering.
In kleinere Arabische landen zijn er in plaats van wilayat gouvernoraten.

## Geschiedenis
In het tijdperk van de mammelukken in Egypte en Syrië was de wilaya de kleinste bestuurlijke eenheid. In islamitisch Perzië werd de term gebruikt voor middelgrote provincies. Vanaf 1864 gebruikte het Ottomaanse Rijk de aan het Arabisch ontleende aanduiding vilajet (Turks: vilayet) voor veel grotere gebieden om er provincies mee aan te duiden, zoals de vilajets van Mosoel, Beiroet, Bagdad en Saloniki. Het aantal vilajets varieerde over de eeuwen van het bestaan van het rijk maar op het hoogtepunt van haar bestaan, had het rijk 29 vilayets.
Een vilajet was onderverdeeld in een aantal sandjaks, die op hun beurt weer waren onderverdeeld in kaza of kadiluk.
Aan het hoofd van elk eyalet stond een beylerbey of beglerbeg of mirmiran, de gouverneur-generaal, hij werd ook  pasja (of beg) genoemd.
De wāli was in Pakistan of Perzië de gouverneur.
De vilajets bestonden tot 1960 nog in Turkije, waarna een naamswijziging plaatsvond naar il. Het hoofd van elk il wordt echter nog steeds Vali genoemd.